# Sent Joan de Marçac
Sent Joan de Marsac (en francès Saint-Jean-de-Marsacq) és un municipi francès situat al departament de les Landes i a la regió de la Nova Aquitània.

## Demografia
| 1962                                       | 1968 | 1975 | 1982 | 1990 | 1999 | 2007  |
| ------------------------------------------ | ---- | ---- | ---- | ---- | ---- | ----- |
| 661                                        | 732  | 688  | 782  | 793  | 894  | 1.243 |
| Des de 1962: població sense dobles comptes |      |      |      |      |      |       |

## Administració
| Període | Identitat           | Partit |
| ------- | ------------------- | ------ |
| 2001-   | Jean-Claude Duizabo | PS     |